# Tarbock
Tarbock est un village du Merseyside, en Angleterre.
Sa population était de 2 382 habitants en 2001.